# Kiara Parker
Kiara Parker (28 ottobre 1996) è una velocista statunitense.

## Palmarès
| Anno | Manifestazione   | Sede    | Evento  | Risultato | Prestazione | Note                          |
| ---- | ---------------- | ------- | ------- | --------- | ----------- | ----------------------------- |
| 2018 | Campionati NACAC | Toronto | 4×100 m | Oro       | 42"50       | Miglior prestazione personale |
| 2019 | Mondiali         | Doha    | 4×100 m | Bronzo    | 42"10       | Miglior prestazione personale |

## Altre competizioni internazionali
2019
- Oro al Motonet Grand Prix ( Espoo), 100 m piani - 11"44